# ABU TV Song Festival 2025
Het ABU TV Song Festival 2025 zal de veertiende editie van het ABU TV Song Festival zijn. Het ABU TV Song Festival is een non-competitief festival dat afgeleid is van het Eurovisiesongfestival. Bij deze versie mogen alleen de landen uit Azië en Oceanië deelnemen.
De veertiende editie zal plaatsvinden op 12 september 2025 in de ASA Arena in Ulaanbaatar in Mongolië. Het zal de eerste keer zijn dat Mongolië een ABU-evenement organiseert.
Momenteel hebben al drie landen zich aangemeld om deel te nemen aan deze editie. Gastland Mongolië zal voor de eerste keer deelnemen aan het festival. In 2012 en 2016 stond het land ook al op de deelnemerslijst, maar trok het zich vroegtijdig terug. Vietnam zal opnieuw deelnemen na één jaar afwezigheid.

## Deelnemende landen
| Land     | Taal | Artiest    | Lied |
| -------- | ---- | ---------- | ---- |
| Macau    |      |            |      |
| Mongolië |      |            |      |
| Vietnam  |      | Thanh Thuy |      |
| Turkije  |      |            |      |

2012 · 2013 · 2014 · 2015 · 2016 · 2017 · 2018 · 2019 · 2020 · 2021 · 2022 · 2023 · 2024 · 2025

Zie ook: ABU Radio Song Festival